# Сована
Сована – невелике містечко в південній частині Тоскани, Італія.

## Пам’ятки
- Рокка Альдобрандеска (Замок Альдобрандескі).
- Палаццо Преторіо (XIII–XV століття).
- Романська церква Санта-Марія Маггйоре (XII–XIII століття).
- Палаццо Бурбуон дель Монте, зведений Козімо I Медічі.

## Відомі уродженці
Тут народився папа Григорій VII.